# رام و کاغذ دیواری
رام و کاغذ دیواری (انگلیسی: Rum and Wall Paper) یک فیلم کوتاه کمدی به کارگردانی چارلز آوری است که در سال ۱۹۱۵ منتشر شد.

## گزیدهٔ بازیگران
- راسکو آرباکل
- چستر کانکلین
- آلیس دونپورت
- چارلز ماری
- میبل نورماند
- فرانک هیز